# Браунсборо-Вілледж (Кентуккі)
Браунсборо-Вілледж (англ. Brownsboro Village) — місто (англ. city) в США, в окрузі Джефферсон штату Кентуккі. Населення — 308 осіб (2020).

## Географія
Браунсборо-Вілледж розташоване за координатами 38°15′47″ пн. ш. 85°39′57″ зх. д. / 38.26306° пн. ш. 85.66583° зх. д. (38.262917, -85.665854).  За даними Бюро перепису населення США в 2010 році місто мало площу 0,19 км², уся площа — суходіл.

## Демографія
Згідно з переписом 2010 року, у місті мешкало 319 осіб у 186 домогосподарствах у складі 77 родин. Густота населення становила 1644 особи/км².  Було 192 помешкання (990/км²).
Расовий склад населення:
| - 97,5 % — білих - 0,6 % — чорних або афроамериканців - 0,3 % — азіатів |

До двох чи більше рас належало 0,9 %. Частка іспаномовних становила 0,6 % від усіх жителів.
За віковим діапазоном населення розподілялося таким чином: 8,2 % — особи молодші 18 років, 65,2 % — особи у віці 18—64 років, 26,6 % — особи у віці 65 років та старші. Медіана віку мешканця становила 49,2 року. На 100 осіб жіночої статі у місті припадало 75,3 чоловіків;  на 100 жінок у віці від 18 років та старших — 72,4 чоловіків також старших 18 років.
Середній дохід на одне домашнє господарство  становив 85 811 долар США (медіана — 72 917), а середній дохід на одну сім'ю — 118 456 доларів (медіана — 99 250). За межею бідності перебувало 4,5 % осіб, у тому числі 0,0 % дітей у віці до 18 років та 3,8 % осіб у віці 65 років та старших.
Цивільне працевлаштоване населення становило 189 осіб. Основні галузі зайнятості: освіта, охорона здоров'я та соціальна допомога — 32,3 %, науковці, спеціалісти, менеджери — 12,7 %, фінанси, страхування та нерухомість — 12,2 %.